# Vorarlberg-Corratec/2010
Deze pagina geeft een overzicht van de wielerploeg Vorarlberg-Corratec in 2010.

## Algemeen
Sponsor: Corratec
Team manager: Thomas Kofler
Ploegleiders: Gregor Gut, Patrick Vetsch

## Renners
| Naam                          | Geboortedatum | Nationaliteit | Ploeg 2009                 |
| ----------------------------- | ------------- | ------------- | -------------------------- |
| Silvère Ackermann (tot 30.06) | 30-12-1984    | Zwitserland   |                            |
| Sebastian Baldauf             | 22-02-1989    | Duitsland     | Continental Team Milram    |
| Josef Benetseder              | 10-02-1983    | Oostenrijk    |                            |
| Piergiorgio Camussa           | 25-09-1981    | Italië        | Team Piemonte              |
| Andrea Capelli (tot 30.06)    | 08-04-1981    | Italië        |                            |
| Andreas Dietziker (tot 30.06) | 15-10-1982    | Zwitserland   |                            |
| Clemens Fankhauser            | 02-09-1985    | Oostenrijk    | Elk Haus-Simplon           |
| Alexander Gufler (tot 30.06)  | 09-02-1983    | Italië        |                            |
| René Haselbacher (tot 30.06)  | 15-09-1977    | Oostenrijk    |                            |
| Reto Hollenstein              | 22-08-1985    | Zwitserland   |                            |
| Dominik Hrinkow               | 04-08-1988    | Oostenrijk    | R.C. Arbö-Wels-Gourmetfein |
| Philipp Ludescher             | 03-01-1987    | Oostenrijk    |                            |
| Martin Schöffmann             | 31-03-1987    | Oostenrijk    | Elk Haus-Simplon           |
| Hubert Schwab (tot 30.06)     | 05-04-1982    | Zwitserland   | Quick Step                 |
| Sebastian Siedler (tot 30.06) | 18-01-1978    | Duitsland     |                            |
| Christoph Sokoll              | 09-05-1986    | Oostenrijk    |                            |
| Matic Strgar                  | 26-07-1982    | Slowakije     |                            |
| René Weissinger               | 11-12-1978    | Duitsland     |                            |

## Overwinningen
| - Ronde van Oostenrijk 2e etappe: Josef Benetseder Bergklassement: Josef Benetseder |

1999 · 2000 · 2001 · 2002 · 2003 · 2004 · 2005 · 2006 · 2007 · 2008 · 2009 · 2010 · 2011